# 514 أرميدا
أرميدا هو الكويكب رقم 514 الذي تم اكتشافه من قبل عالم الفلك ماكس ولف من مرصد هايدلبرغ وكان ذلك في 24 أغسطس من عام 1903 في ألمانيا.